# Aigars Fadejevs
Aigars Fadejevs (Valka, 27 de dezembro de 1975 – 17 de dezembro de 2024) foi um atleta letão, especialista em marcha atlética, que foi medalha de prata em 50 km marcha nos Jogos Olímpicos de Sydney 2000.

## Carreira
Iniciou-se no panorama internacional durante a temporada de 1995, terminando em 36º lugar a sua prestação na Taça do Mundo de Marcha Atlética  que nesse ano se desenrolou em Pequim. Seleccionado no ano seguinte para os Jogos Olímpicos de Atlanta, terminou os 20 km marcha em 6º lugar com o tempo de 1:20:47 h. Em 1997, Fadejevs torna-se campeão europeu de sub-23, em Turku, à frente do espanhol Francisco Javier Fernández. A 18 de agosto de 1998, consegue a segunda posição do pódio dos 20 quilómetros nos Campeonatos da Europa de Budapeste, atrás do russo Ilya Markov. 
Alinhando nas duas distâncias de marcha, nos Jogos Olímpicos de 2000, Fadejevs classifica-se em 14º nos 20 quilómetros e arrebata a medalha de prata nos 50 km, na qual foi batido, perto do fim, pelo campeão olímpico em título, o polaco Robert Korzeniowski.
Os seus recordes pessoais são de 1:19:25 h nos 20 km (em 2002) e de 3:43:18 h nos 50 km (em 1998).
Paralelamente, Fadejevs desenvolveu uma carreira de maratonista, participando em várias maratonas internacionais e chegando mesmo a vencer a edição de 2008 da Maratona de Valmiera, na Letónia, com o tempo de 2:19:57 h.
Fadejevs morreu no dia 17 de dezembro de 2024, aos 48 anos.